# Saint-Vincent (België)
Saint-Vincent (Gaumais: Sa-Vinsâ) is een plaats in de Gaume en sinds de gemeentelijke herindeling van 1977 in het arrondissement Virton een deelgemeente van Tintigny. Tot 1887 maakte de voormalige gemeente deel uit van de gemeente Bellefontaine.

## Demografische ontwikkeling
- Bronnen:NIS, Opm:1831 tot en met 1970=volkstellingen

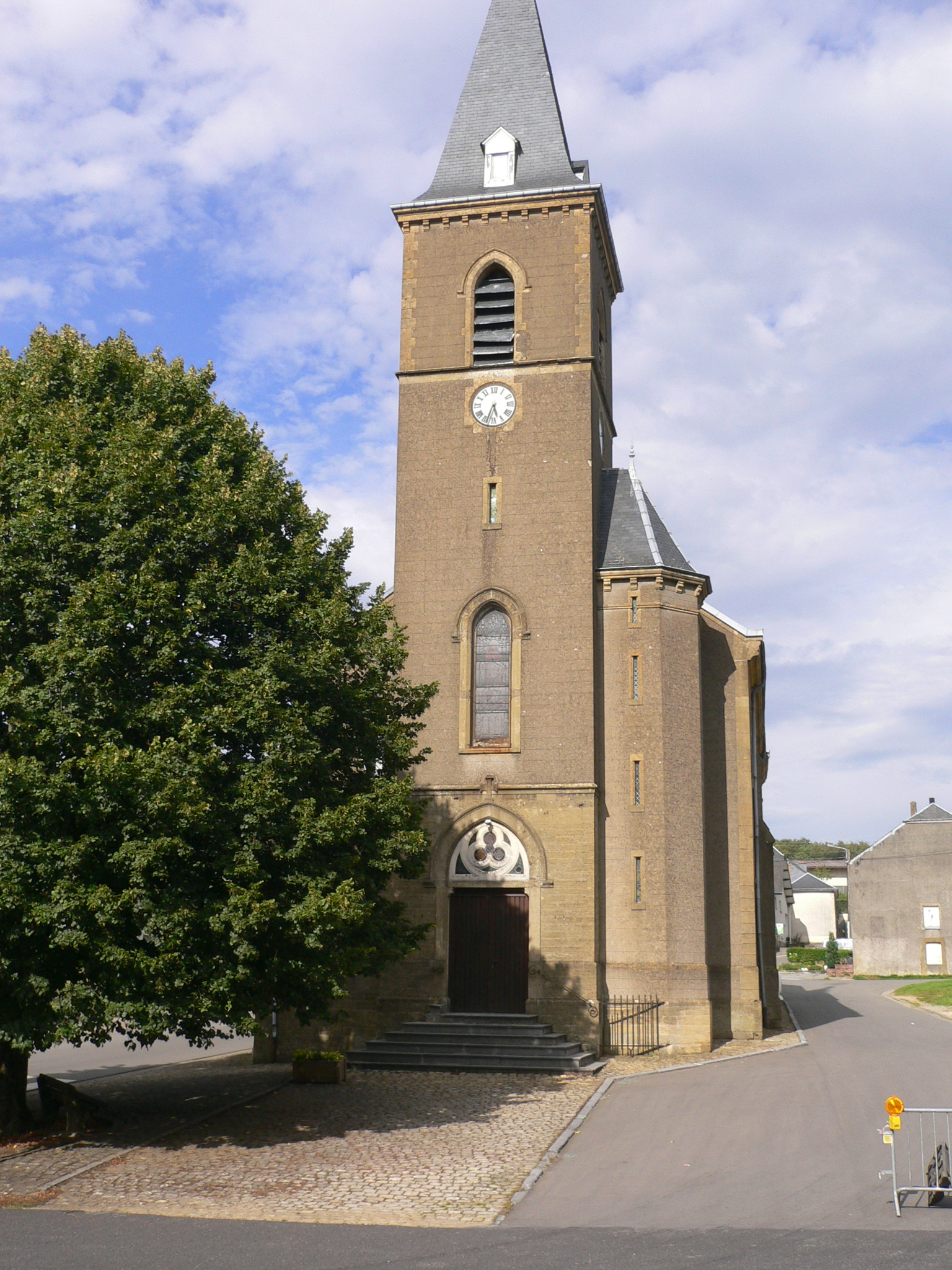
De Saint-Rochkerk in Saint-Vincent

Deelgemeenten: Bellefontaine · Rossignol · Saint-Vincent · Tintigny

Overige dorpen: Ansart · Breuvanne · Han · Lahage · Poncelle

Belgische gemeenten · Arrondissement Virton · Luxemburg · Wallonië